# Matangi
Matangi é o quarto álbum de estúdio da rapper M.I.A., lançado em 5 de novembro de 2013 em sua própria gravadora, N.E.E.T. Recordings e Interscope Records. A composição e produção do álbum foram tratadas principalmente por M.I.A. e seu colaborador de longa data Switch, com contribuições adicionais de Hit-Boy, Doc McKinney, Danja, Surkin e The Partysquad. O título do álbum é uma variante do primeiro nome verdadeiro de M.I.A., fazendo também referência à deusa hindu Matangi. Com temas relativos ao hinduísmo, incluindo reencarnação e carma, é uma característica nas letras, com as músicas mistura estilos ocidentais e orientais. O álbum foi gravado em vários locais ao redor do mundo e supostamente contou com a entrada de fundador da Wikileaks, Julian Assange.
O primeiro single a ser retirado do álbum, "Bad Girls", foi lançado quase dois anos antes do álbum e se tornou um dos seus singles de maior sucesso. Três outras canções do álbum foram lançadas como singles na corrida para o seu eventual lançamento. As críticas para o disco foram em geral favoráveis, mas as suas vendas na primeira semana foram significativamente menores do que os álbuns anteriores de M.I.A., e seu pico gráfico foi menor em todos os principais mercados. Matangi entrou, no entanto, na tabela musical Billboard Dance/Electronic Albums Chart.

## Antecedentes e produção

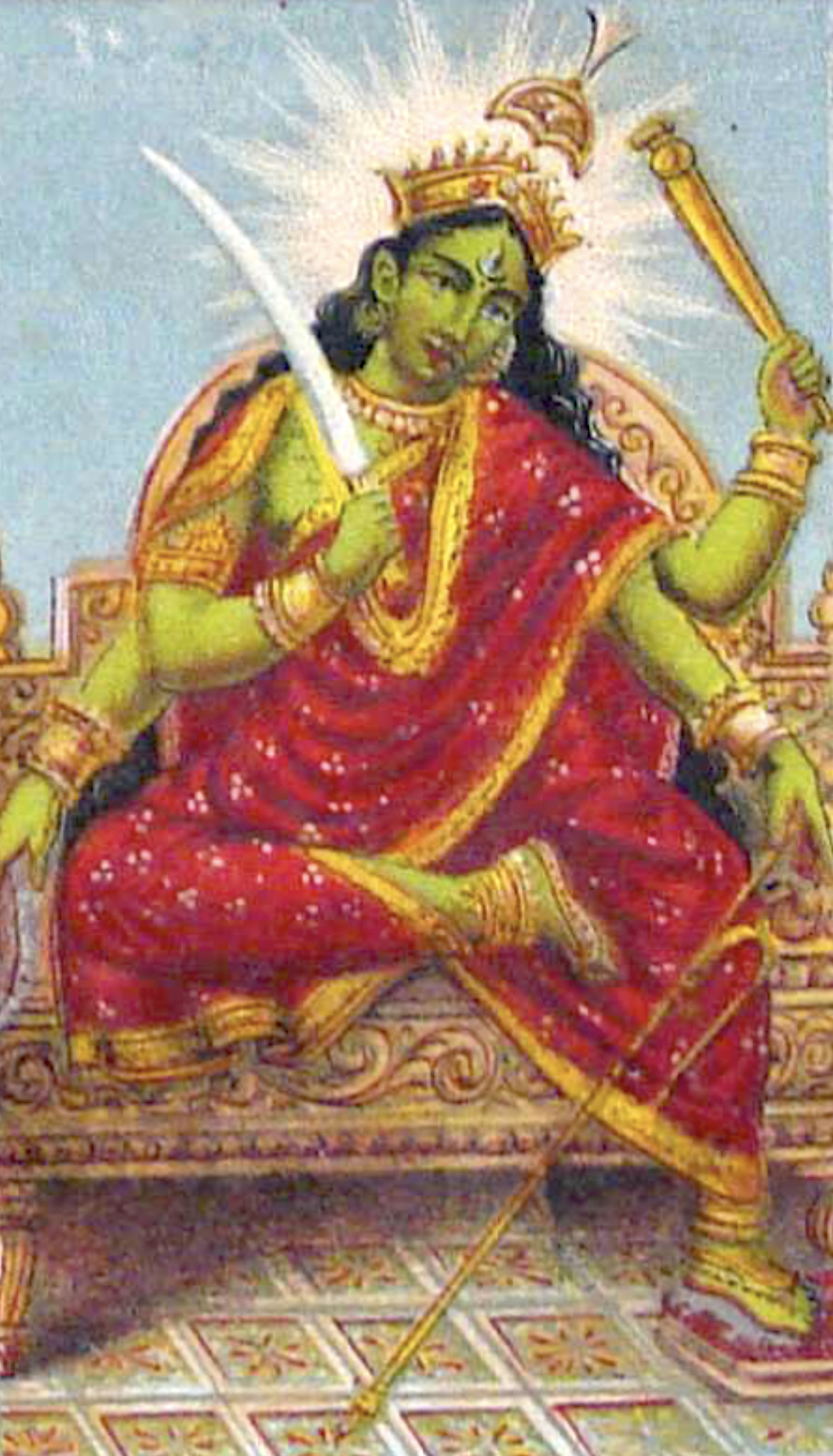
M.I.A. afirmou ter se inspirado na deusa hindu Matangi para a produção do álbum.

M.I.A. lançou seu terceiro álbum Maya em 2010, que recebeu uma resposta crítica mista, e vendeu mal em relação ao seu anterior álbum Kala, lançado em 2007. Em seguida, a artista teve um período durante o qual ela lutou para encontrar motivação para fazer música. Eventualmente, ela encontrou inspiração inicial para a criação de um novo álbum em leitura sobre seu homônimo, a deusa hindu Matangi, após ter viajado para a Índia para pesquisar conceitos de criação para o álbum. Ela eventualmente tomou a decisão de abster-se de letra politizada.
Matangi foi gravado em vários locais ao redor do mundo, incluindo Londres, Nova Iorque e Los Angeles. A faixa "aTENTion" foi gravada na ilha de Bequia nas Granadinas. M.I.A. afirmou que o processo de gravação da música foi atrasada pelo fundador da Wikileaks Julian Assange, que supostamente "entrou em estúdio e levou meu computador e basicamente descriptografou toda a internet e baixou cada palavra em toda a língua que continha a palavra 'tent' dentro dela". A rapper tem sido amiga de Assange durante vários anos, e ele fez uma aparição via Skype em um dos seus shows promovendo o lançamento do álbum. O álbum foi o primeiro por M.I.A a não apresentar nenhuma contribuição do produtor Diplo, com quem ela estava em disputa.

## Gênero e letras
O som geral do álbum mistura os estilos musicais oriental e ocidental, com o single "Bad Girls" conhecido pela sua combinação de uma influência do Oriente Médio e um refrão pop. O escritor David Marchese, da Spin, descreveu a faixa, que apareceu originalmente em uma forma ligeiramente diferente no mixtape Vicki Leekx, lançado em dezembro de 2010, como tendo um "ritmo vagamente sinistro". "Bring the Noize" usa uma batida da faixa "Anthem Marble", por Marble Players, um grupo que inclui Surkin, que produziu várias faixas do Matangi, embora a amostra não está listada nos créditos. Da mesma forma, "aTENTion" supostamente contém uma amostra sem créditos de "Never Scared", do rapper Bone Crusher com T.I. e Killer Mike.
A canção "Y.A.L.A", cujo título significa "You Always Live Again", foi visto como uma resposta ao slogan "YOLO" (You Only Live Once), popularizada pelo rapper Drake, que também é referenciada na faixa-título do álbum. A letra de "Y.A.L.A" referem-se a reencarnação, um de uma série de conceitos relativos ao hinduísmo referenciados no álbum, incluindo karma e o uso do canto om. "Boom Skit" contém letras que fazem referência a aparência de M.I.A. no show de intervalo do Super Bowl XLVI de 2012, durante a qual ela estendeu o dedo médio para a câmera enquanto tocava com Madonna. A pista curta "Double Bubble Trouble" contém elementos líricos semelhantes a "problemas", a meados dos anos 90 atingido pelo duo feminino Shampoo.

## Lançamento e capa de álbum
Matangi foi originalmente brincado quando M.I.A. postou uma foto dela no estúdio em novembro de 2011, no TwitPic. Seus fãs lhe deu duas idéias para o nome do álbum, A.I.M. ou Matangi, o que levou MIA, cujo nome verdadeiro é Mathangi [sic] Arulpragasam, para escolher o segundo como o nome oficial do álbum. Em agosto de 2012, M.I.A. publicado on-line uma imagem de proposta para a lista de faixas do álbum, com alguns dos títulos parcialmente obscurecidos. A lista de faixas incluídas alguns, incluindo "Tentple", "Rain" e "Balcony in B", o que em última análise, não aparecem no álbum, ou apareceu sob títulos diferentes. O álbum foi originalmente programado para lançamento em dezembro de 2012, mas que acabou por ser atrasado pelo rótulo de M.I.A., que alegou que o registro foi "muito positivo". No mês seguinte, a rapper afirmou que o álbum seria lançado em abril, para coincidir com o ano novo tâmil, mas isso não ocorreu. Em agosto de 2013, M.I.A. ameaçava vazar o álbum se a Interscope levar mais tempo para negociar uma data de lançamento. Interscope respondeu anunciando a data oficial de lançamento do álbum como 5 de Novembro.
A capa do álbum foi revelada pela primeira vez em setembro e caracteriza uma fotografia do rosto da rapper tingido de vermelho e verde. Tom Breihan, escritor de Stereogum, caracteriza a obra de arte como a continuação de um "tema visual 'feio' em computação gráfica" também vista em seus álbuns anteriores. A obra de arte sobre os álbuns de M.I.A. tem sido conhecido por ser berrante. Após o lançamento do álbum Kala, em 2007, The Village Voice, comentou: "Talvez um dia [ela] faça uma capa de álbum que não faz mal para olhar".

## Recepção da crítica
Matangi recebeu críticas positivas dos críticos de música. No Metacritic, o álbum recebeu uma pontuação média de 78, baseado em 37 avaliações, o que indica "avaliações favoráveis". Jon Blistein, da Rolling Stone, chamou o álbum de um dos seus esforços mais fortes. Gavin Haynes do NME escreveu: "M.I.A. leva o modelo básico de agora e subverte-o, obrigando-o a trabalhar a tempo triplo". Ele continuou: "As batidas constantemente mudam de cor e cada faixa tem um punhados de detrição sonora em você". No mesmo modo, Alexis Petridis, do The Guardian observou: "Como a mulher que fez isso, Matangi é extremamente inventivo e um pouco cansativo: se é difícil para tomar em outra coisa senão doses pequenas, você não pode deixar de ser feliz que existe". No entanto, Petridis também reconheceu a abrasividade do escopo sonora do álbum: "O mais característico é 'Bring the Noise' [sic], uma punição de assalto inflexível, rítmica em que a única semelhança de uma melodia vem de uma secção de metais e eletrônicas distorcidas". Ele passa então a admitir que "de certa forma, esse é o maior elogio que você pode pagar-lhe: uma década em sua carreira, M.I.A. ainda não soa como qualquer outra pessoa".
Outros usuários foram mais críticos com o álbum. Escrevendo para Pitchfork Media, Lindsay Zoladz descreveu a faixa-título como um "re-piso" da canção anterior de M.I.A. "Bird Flu" e "Sexodus" como um "cartão-duro", e disse que o álbum como um todo, é "ao contrário de seu a maioria dos lançamentos potentes... soa que ela está amenos interessada em empurrar e estimular a cultura para a frente e mais conteúdo para voar com segurança acima dela". The A.V. Club caracterizou o álbum como "desconjuntado", e disse que "ele tinha sofrido devido aos longos atrasos no seu lançamento e que um número das faixas utilizadas é um ponto de referência desatualizados".

## Lista de faixas
| Matangi — Edição padrão |                            |         |  |
| N.º                     | Título                     | Duração |  |
| 1.                      | "Karmageddon"              | 1:34    |  |
| 2.                      | "MATANGI"                  | 5:12    |  |
| 3.                      | "Only 1 U"                 | 3:12    |  |
| 4.                      | "Warriors"                 | 3:40    |  |
| 5.                      | "Come Walk With Me"        | 4:43    |  |
| 6.                      | "aTENTion"                 | 3:40    |  |
| 7.                      | "Exodus" (com The Weeknd)  | 5:08    |  |
| 8.                      | "Bad Girls"                | 3:47    |  |
| 9.                      | "Boom Skit"                | 1:15    |  |
| 10.                     | "Double Bubble Trouble"    | 2:59    |  |
| 11.                     | "Y.A.L.A."                 | 4:23    |  |
| 12.                     | "Bring the Noize"          | 4:35    |  |
| 13.                     | "Lights"                   | 4:35    |  |
| 14.                     | "Know It Ain't Right"      | 3:42    |  |
| 15.                     | "Sexodus" (com The Weeknd) | 4:51    |  |
| Duração total:          | Duração total:             | 57:15   |  |

## Desempenho nas tabelas musicais
| Tabela musical (2013)                       | Melhor posição |
| ------------------------------------------- | -------------- |
| Austrália (Australian Albums Chart)         | 99             |
| Austrália (Australian Urban Albums Chart)   | 12             |
| Bélgica (Belgian Albums Chart - Flanders)   | 47             |
| Bélgica - (Belgian Albums Chart - Wallonia) | 62             |
| França (French Albums Chart)                | 96             |
| Grécia (Greek Albums Chart)                 | 60             |
| Japão (Japanese Albums Chart)               | 93             |
| Suíça (Swiss Albums Chart)                  | 61             |
| Reino Unido (UK Albums Chart)               | 64             |
| Reino Unido (UK R&B Albums Chart)           | 4              |
| Estados Unidos (US Billboard 200)           | 23             |
| Estados Unidos (US Dance/Electronic Albums) | 1              |
| Estados Unidos (US Rap Albums)              | 4              |